# David de Brimeu, Seigneur de Ligny

Wappen von David de Brimeu

David de Brimeu (* vor 1384; † Mai/Juni 1448 in Hesdin) war Herr von Ligny-sur-Canche. Er gehört zu den Gründungsmitgliedern (1430, Diplom Nr. 7) des Ordens vom Goldenen Vlies.

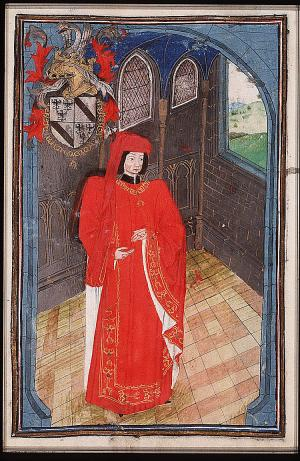
David de Brimeu im Ornat des Ordens vom Goldenen Vlies

 David de Brimeu entstammte dem Haus Brimeu, war der dritte Sohn von Guillaume II. de Brimeu, genannt Florimond, Seigneur de Maizicourt († nach 13. Mai 1384), seine Mutter war eine Tochter von Hugues de Créquy-Raimboval. Er trat erstmals im Jahr 1403 urkundliche in Erscheinung. David und seine Brüder hatten in der Zeit der Auseinandersetzung zwischen dem französischen König und dem Herzog von Burgund (Bürgerkrieg der Armagnacs und Bourguignons 1410–1419) Hofämter auf beiden Seiten inne, erst beim König, später dann beim Herzog:
- Guillaume III. (genannt Florimond II., X 1408) war französischer Kämmerer
- Jean (genannt Athis, † 1420) war französischer Kämmerer und burgundischer Rat und Kämmerer
- David war französischer Rat und Kämmerer, Kapitän des Louvre, Bailli von Hesdin, und burgundischer Gouverneur von Arras sowie Maître d’hôtel des Herzogs und Mitglied des Grand Conseil
- Jacques († 1447) war burgundischer Rat und Kämmerer

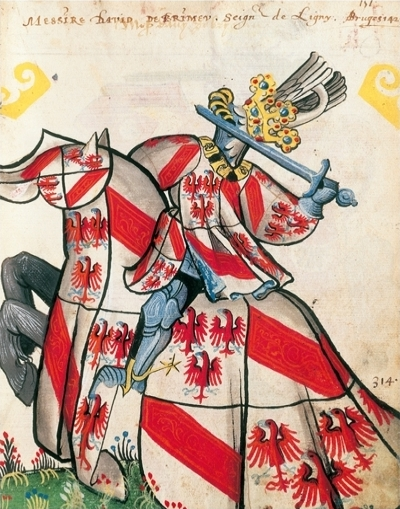
David de Brimeu als Ritter des Ordens vom Goldenen Vlies

 Am 10. Januar 1430 wurden David, sein jüngerer Bruder Jacques und sein Neffe Colart (der sich Florimond III. nannte) – Guillaume, Colarts Vater, und Jean waren bereits verstorben – als Gründungsmitglieder in den Orden vom Goldenen Vlies aufgenommen.
Er war viermal verheiratet, starb aber ohne Nachkommen; seine Ehefrauen waren Marguerite de Montagu, Marie de Montauban, Marie de Montmor und Jeanne de Châtillon (Tochter von Jacques de Châtillon, Admiral von Frankreich).
David de Brimeu, Seigneur de Ligny, ist zu unterscheiden von seinem Vetter David de Brimeu, Seigneur de Humbercourt, der ebenfalls burgundischer und französischer Rat und Kämmerer sowie burgundischer Gouverneur von Arras war, aber bereits 1427 starb.